# 辻達也
辻 達也（つじ たつや、1926年7月3日 - 2022年9月20日）は、日本の歴史学者、横浜市立大学名誉教授。専門は日本近世史。幕府政治史を中心に研究した。

## 経歴
1926年、辻善之助の次男として東京にて出生。東京大学国史学科に入学し、平泉澄ほかに師事。
1962年、学位論文『享保改革の研究』を東京大学に提出して文学博士の学位を取得。横浜市立大学助教授となり、1968年に教授昇格。1986年に横浜市立大学を定年退官し、名誉教授となった。その後は専修大学教授として教鞭をとり、1997年に退任。
2022年9月20日に死去。

## 受賞・栄典
- 1994年：『日本の近世』（朝尾直弘と共編、全18巻）で毎日出版文化賞を受賞。

## 家族・親族
- 父：辻善之助は国史学者。
- 妻：池田清就長女・喜代子。

## 著作
著書
- 『徳川吉宗 人物叢書』吉川弘文館 1958
  - 新装版 1985年
- 『享保改革の研究』創文社 1963
- 『大岡越前守 名奉行の虚像と実像』 中公新書 1964
- 『日本の歴史 16　江戸開府』中央公論社 1966
  - 文庫化 中公文庫 1974年
  - 改版 2005年
- 『江戸時代を考える 徳川三百年の遺産』 中公新書 1988
- 『近世史話 人と政治』悠思社 1991
- 『江戸幕府政治史研究』続群書類従完成会　1996

校訂・共編
- 『撰要類集』(全3巻) 校訂　続群書類従完成会 1967-79
- 『新稿一橋徳川家記』編 徳川宗敬 1983
- 『大岡政談』全2巻 編、平凡社東洋文庫 1984
  - ワイド版 2005年
- 『享保通鑑』校訂 近藤出版社(日本史料選書) 1984
- 『政談』荻生徂徠著、校注、岩波文庫 1987
- 『辻善之助 江戸時代史論』悠思社 1991[4]
- 『日本の近世』(全18巻) 朝尾直弘共編 中央公論社 1991-1994

1. 第2巻『天皇と将軍』
2. 第10巻『近代への胎動』

- 『徳川吉宗とその時代 NHK文化セミナー・歴史に学ぶ』 日本放送出版協会　1995[5]
- 『一橋徳川家文書 摘録考註百選』編著、続群書類従完成会　2006